# Ајван Рајтман
Ајван Рајтман (енгл. Ivan Reitman; Коморан, 27. октобар 1946 — Монтекито, 12. фебруар 2022) или Иван Рајтман био је канадски филмски и ТВ редитељ, сценариста и продуцент. Стекао је славу својим комедијама 1980-их и 1990-их. Најпознатије од њих су Истеривачи духова, Истеривачи духова 2, Близанци, Полицајац из вртића и Јуниор.  
Рајтман је преминуо у сну у свом дому у Монтеситу, Калифорнија, 12. фебруара 2022. године, у 75. години.